# Montceaux
Montceaux es una comuna francesa del  departamento de Ain, en la región de Auvernia-Ródano-Alpes.

## Demografía
| 367 | 314 | 392 | 547 | 672 | 908 | 1 041 | 1 226 |
| Para los censos de 1962 a 1999 la población legal corresponde a la población sin duplicidades (Fuente: INSEE [Consultar]) |     |     |     |     |     |       |       |